# Evelyn Varden
Evelyn Varden, nacida como Hay Evelyn Hall (12 de junio de 1893, Adair (Oklahoma)-11 de junio de 1958, Manhattan) fue una actriz estadounidense de teatro, cine y televisión. 

## Teatro
De sangre cherokee comenzó su carrera cuando aun era una adolescente durante la primera década del siglo XX, actuando con sus tías en una compañía que recorría el oeste de los Estados Unidos. A los dieciséis años, en 1910, ya estaba en Broadway aunque no fue hasta la década de los años 30 y 40 que su carrera teatral despegó en el teatro, en particular interpretando a la Sra. Gibbs, la matrona de un pequeño pueblo que sueña con París, en el producción teatral Our town .
Durante esta época el trabajo teatral de Varden consistió principalmente en papeles secundarios, aunque en 1940 protagonizó Return Engagement de Lawrence Riley. El melodrama de 1950 Hilda Crane fue un éxito personal para Varden, aunque la obra en sí duró solo dos meses. Al año siguiente interpretó a la enfermera en una producción de Romeo y Julieta protagonizada por Olivia de Havilland. Su última aparición en Broadway en The Bad Seed de Maxwell Anderson fue una de sus actuaciones más aclamadas.

## Radio y Televisión
Varden apareció ocasionalmente en la radio desde principios de la década los 40 hasta bien entrada la década de los 50. Protagonizó producciones de radio de Hay Fever, The Silver Cord y El zoo de cristal, entre varios otros programas. Más tarde aparecería en varias producciones de televisión durante la década de los 50, incluida una adaptación de Cradle Song, junto a Judith Anderson.

## Cine
Varden no hizo su primera aparición cinematográfica hasta 1949 a los 56 años con la película Pinky. Luego pasó a hacer más de una docena de películas más, incluida la recreación de sus papeles teatrales en las adaptaciones cinematográficas de Hilda Crane (1956) y The Bad Seed (1956).
La actuación cinematográfica más conocida de Varden fue su papel de la tendera Icey Spoon en el clásico cinematográfico de 1955, La noche del cazador, basado en la novela del mismo nombre . Esa actuación obtuvo considerables elogios,  sobre todo del autor del libro, Davis Grubb. "Varden es casi mi persona favorita en toda la película. [...] Pensé que era perfecta como Icey Spoon. Puso cosas en esa caracterización por las que debería haber obtenido un extra . [...] Ella entendió la forma muy sutil de las mujeres de mediana edad que promueven el matrimonio de mujeres más jóvenes con hombres atractivos y a la vez se excitan sexualmente por todo el asunto..la forma de trabajar de una casamentera de sesenta años. Ella hizo más con un pequeño suspiro..."
La carrera de Varden seguía siendo sólida en el momento de su muerte. Inmediatamente antes de enfermarse en enero, Varden apareció en Londres, ganando elogios por su interpretación de una madre estadounidense en la comedia de Lesley Storm, Roar Like a Dove. Apenas unas semanas antes de su muerte, ese rol le valió a Varden el premio a la Mejor Actuación de Reparto (en una Obra o Musical) de 1957/1958, según lo juzgado por los críticos de drama de la prensa nacional británica.

## Vida personal
Varden se casó dos veces: primero con el también actor Charles Pearce Coleman, desde 1914 hasta su divorcio en 1921, y luego, desde 1921 hasta su muerte, con el operador hotelero de Baltimore William J. Quinn.
Varden murió el 11 de julio de 1958 a los 65 años en el Hospital Flower Fifth Avenue en Manhattan.

## Filmografía
- Pinky (1949) de Elia Kazan, como Melba Wooley
- When Willie Comes Marching Home (1950) de John Ford, como la Sra. Gertrude Kluggs
- Cheaper by the Dozen (1950) de Walter Lang, como la directora de la escuela
- Stella (1950) de Claude Binyon, como la madre de Flora Stella
- Elopement (1951) de Henry Koster, como Millie Reagan
- Finders Keepers (1952) de Fred de Cordova, como Ma Kipps
- Phone Call from a Stranger (1952) de Jean Negulesco, como Sally Carr
- The Student Prince (1954) de Richard Thorpe, como Queen
- Athena (1954) de Richard Thorpe, como la abuela Salome Mulvain
- Desiree (1954) de Henry Koster, como Marie
- La noche del cazador (1955) de Charles Laughton, como Icey Spoon
- Hilda Crane (1956) de Pillip Dunne, como la Sra. Burns
- Cradle Song (1956, película para televisión) de George Schaefer, como la vicaria
- La mala semilla (1956) de Mervyn LeRoy, como Monica Breedlove
- Ten Thousand Bedrooms (1957) de Richard Thorpe, como la condesa Alzani